# Яцек Штрайх
Яцек Штрайх (пол. Jacek Streich, 12 жовтня 1967) — польський академічний веслувальник.
Бронзовий призер Олімпійських Ігор 1992 року в складі розпашної четвірки зі стерновим, учасник 1988, 1996 років.
Срібний призер Чемпіонату світу 1993 року в складі розпашної четвірки без стернового, бронзовий призер 1991 (розпашні четвірки зі стерновим), 1995 (розпашні четвірки без стернового) років.